# Mousse métallique
Pour les articles homonymes, voir Mousse.

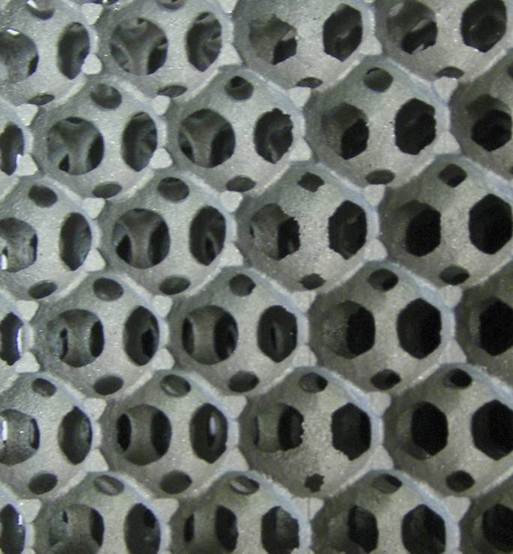
Mousse régulière produite grâce au procédé mis au point par le CTIF.

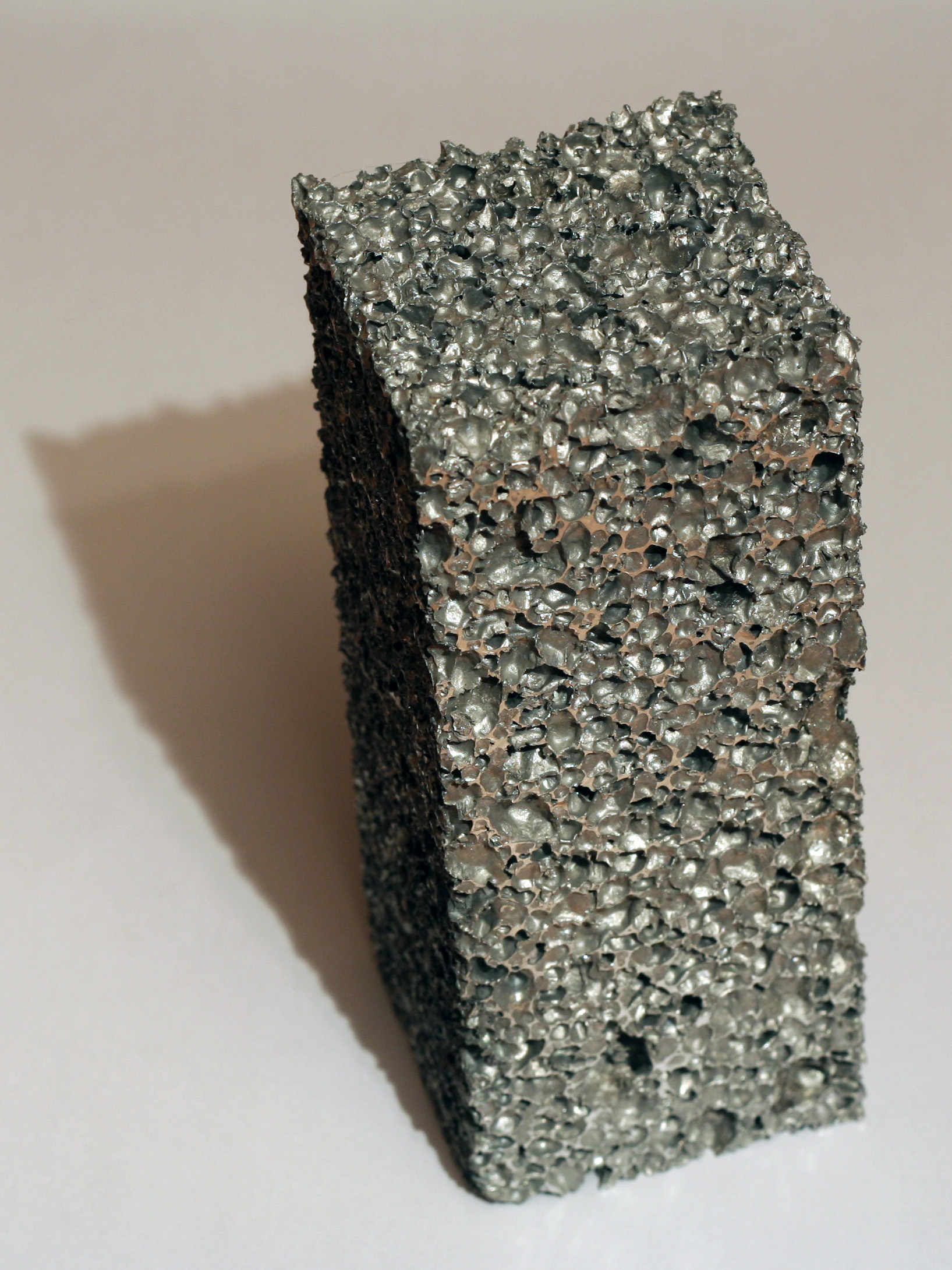
Mousse d'aluminium.

Une mousse métallique est une structure alvéolaire constituée d'un métal solide, souvent en aluminium, contenant un volume important de gaz (des pores remplis). Les pores peuvent être scellés (mousse à cellules fermées) ou former un réseau interconnecté (mousse à cellules ouvertes). La principale caractéristique des mousses métalliques est une porosité très élevée, en général 75-95 % du volume, ce qui rend ces matériaux ultralégers. La stabilité de la mousse métallique est inversement proportionnelle à sa densité, ainsi un matériau dense à 20 % est plus de deux fois plus robuste que le même matériau dense à 10 %.
En général, les mousses métalliques conservent certaines propriétés physiques de leur matériau de base. Les mousses à base de métal non inflammable restent non inflammable et la mousse est généralement recyclable, comme son matériau de base. Le coefficient de dilatation thermique reste également similaire tandis que la conductivité thermique est généralement réduite.
Il est possible de classer les mousses selon plusieurs caractéristiques, les deux plus importantes sont l'architecture du pore (stochastique ou régulier) et le type de pore (ouvert ou fermé).

## Mousse à pores ouverts

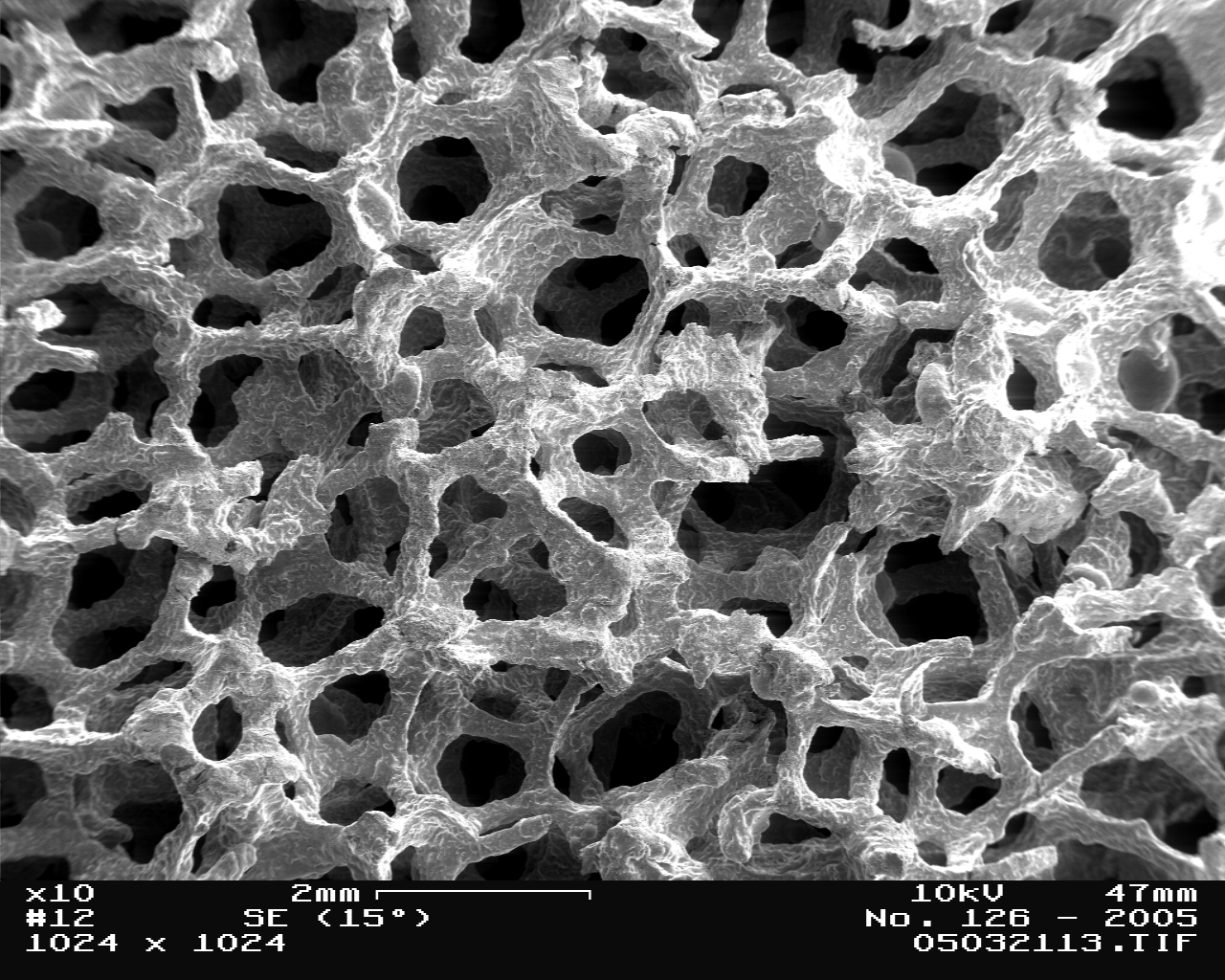
Mousse à pores ouverts.

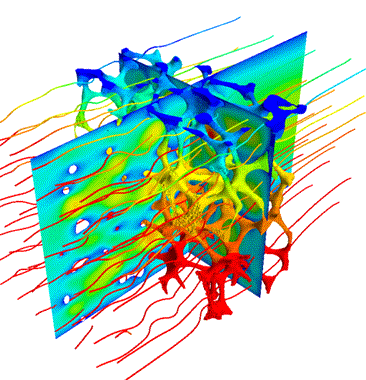
CFD (simulation numérique) de l'écoulement et des transferts de chaleur couplés dans une mousse métallique à pores ouverts.

Les mousses à pores ouverts peuvent être obtenues par plusieurs moyens.
Jusqu’à présent, les plus connues sont les mousses de réplication qui utilisent des mousses de polyuréthane à cellules ouvertes.
Les domaines d’application sont très vastes comme les échangeurs de chaleur compacts (refroidissement de composants électroniques, échangeurs de chaleur PCM), l'absorption, la diffusion de flux optique et légers. En raison du coût élevé de la matière, elle est le plus souvent utilisée dans la technologie de pointe, l'aérospatiale et la fabrication à petite échelle. Des mousses à cellules ouvertes, avec des cellules trop petites pour être visibles à l'œil nu, sont utilisées comme filtres à haute température dans l'industrie chimique.
Les mousses métalliques sont utilisées dans le domaine des échangeurs de chaleur compacts pour augmenter le transfert de chaleur au prix d'une chute de pression supplémentaire. Cependant, leur utilisation permet une réduction substantielle de la taille physique d'un échangeur de chaleur, et des coûts de fabrication. Pour modéliser ces matières, on utilise des structures idéalisées et périodiques ou une moyenne des propriétés macroscopiques,,.

### Fabrication
Les mousses métalliques à pores ouverts, appelées aussi éponges métalliques, peuvent être fabriquées par plusieurs voies, notamment par fonderie ou métallurgie des poudres. Dans la fabrication par poudre, les porteurs dits spatiaux sont nécessaires : comme leur nom l'indique, ils vont donner de l'espace pour les pores ouverts et les canaux au cours ou à la fin du processus de prise de la mousse.
Dans les procédés de moulage, il existe deux méthodes :
- celles des mousses de réplications qui sont faites par des répliques de mousses de polyuréthane à cellules ouvertes utilisées comme un squelette ;
- les mousses obtenues par moulage direct qui utilisent des noyaux en sable lié par une résine.

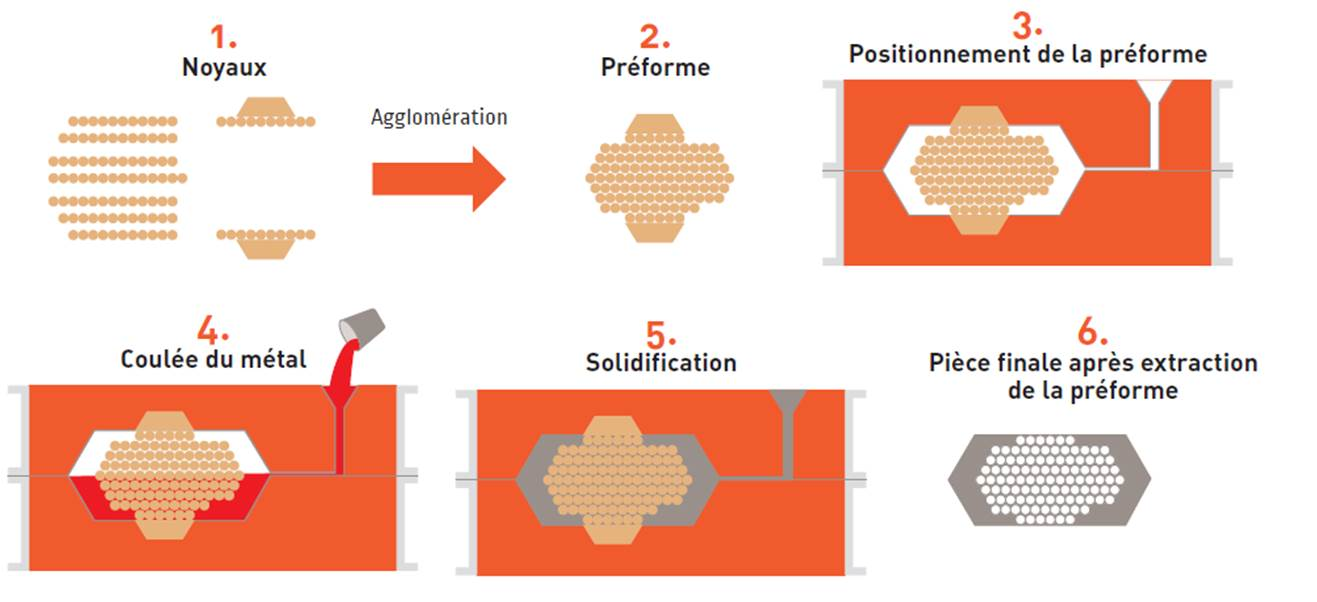
Procédé de fabrication des mousses métalliques par moulage direct conçu et breveté par le CTIF.

## Mousses métalliques à pores fermés
Les mousses métalliques à cellules fermées ont été élaborées en 1926 par Meller dans un brevet français où des métaux légers sont moussés, soit par injection de gaz inerte, soit par agent gonflant. Les deux brevets sur des mousses métalliques ont été délivrés à Benjamin Sosnik en 1948 et 1951, qui utilisait de la vapeur de mercure pour souffler de l'aluminium liquide,.
Ensuite, les mousses métalliques à cellules fermées ont été développées depuis 1956 par John C. Elliott Research Laboratories Bjorksten. Bien que les premiers prototypes étaient disponibles dans les années 1950, la production commerciale a seulement commencé dans les années 1990 par la société Shinko Wire au Japon. Les mousses métalliques à cellules fermées sont principalement utilisées comme un matériau absorbant l'impact, comme les mousses de polymères dans un casque de vélo, mais pour des charges d'impact élevées. Contrairement à beaucoup de mousses polymères, les mousses métalliques restent déformées après l'impact et ne peuvent donc être utilisées qu'une seule fois. Elles sont légères (typiquement 10 à 25 % de la densité d'un alliage non poreux identique ; souvent des alliages d'aluminium) et rigides, et sont souvent proposées comme matériau de structure léger. Cependant, elles n'ont pas encore été largement utilisées à cette fin du fait de leur coût élevé.
Les mousses à cellules fermées conservent la résistance au tir et la possibilité de recyclage d'autres mousses métalliques mais ajoutent la capacité de flotter dans l'eau.

### Procédé de fabrication
Les mousses métalliques sont généralement fabriqués par injection d'un gaz ou mélange d'un agent moussant dans un métal liquide.
Dans certaines circonstances, des masses métalliques fondues peuvent être expansées par la création de bulles de gaz dans le liquide. Normalement, les bulles de gaz formées ont tendance à remonter rapidement à la surface en raison des forces de flottabilité élevées dans le liquide de haute densité. Cette remontée peut être empêchée par l'augmentation de la viscosité du métal en fusion, soit par l'ajout de poudres céramiques fines, soit par celui d'éléments d'alliage pour former des particules de stabilisation dans la masse fondue, soit par d'autres moyens. Ce mélange peut être moussé de trois façons différentes :
- par injection de gaz dans le métal liquide à partir d'une source externe ;
- en provoquant une formation de gaz in situ dans le métal en fusion en ajoutant des éléments gonflants relâchant des gaz ;
- en provoquant la précipitation du gaz qui a été préalablement dissous dans le liquide.

Afin de stabiliser les bulles de métal en fusion, des agents moussants à haute température (nano-particules solides ou de taille micrométrique) sont nécessaires. La taille des pores, ou des cellules, est habituellement de 1 à 8 mm. Lorsque des agents moussants ou gonflants sont utilisés, ils sont souvent mélangés à du métal sous forme de poudre. C'est ce qu'on appelle la « route de la poudre » du moussage et c'est probablement la technique la plus courante d'un point de vue industriel. Après que ces poudres métalliques (par exemple aluminium) et de l'agent moussant (par exemple l'hydrure de titane TiH2) ont été mélangés, ils sont compressés en un précurseur solide compact, qui peut être sous forme de billette, de feuille ou de fil. La production de précurseurs peut être faite par une combinaison de procédés de formage des matériaux, tels que le pressage de poudre, l'extrusion (directe ou par processus Conform), ou le laminage à plat.

## Mousse stochastique et mousse régulière

### Mousse stochastique
Une mousse est dite « stochastique » lorsque la répartition de la porosité est aléatoire. La majeure partie des mousses sont stochastiques car leur fabrication relève soit :
- du moussage du métal qu'il soit liquide ou solide (poudre) ;
- du dépôt de vapeur par CVD (sur une matrice elle-même aléatoire) ;
- du moulage direct ou indirect d'un moule contenant des billes ou une matrice elle-même aléatoire.

### Mousse régulière

Octaèdre tronqué.

Une mousse est dite « régulière » lorsque la structure est ordonnée. À ce jour, seule la technique mise au point par le Centre technique des industries de la fonderie (CTIF), permet la fabrication d'une mousse régulière. Il s'agit d'un moulage par fonderie en méthode directe qui permet d'obtenir une mousse à pores réguliers et ouverts.
Pour fabriquer cette mousse, des plaques en sable aggloméré sont utilisées comme noyaux de fonderie. Leur forme est étudiée pour chaque application. Le savoir-faire lié à cette technique consiste en la conception des plaques et l'infiltration du métal liquide à l'intérieur du réseau créé.
Ce mode de fabrication permet de réaliser des mousses dites « parfaites », c'est-à-dire qu'elles respectent les conditions de Plateau notamment en réalisant des pores de la forme d'un octaèdre tronqué de Kelvin (conjecture de Kelvin).
De nombreux travaux ont été menés par le CTIF pour identifier les applications possibles de cette technologie et concevoir les outils méthodologiques pour mieux comprendre et simuler le comportement des mousses.

#### Galerie photographique

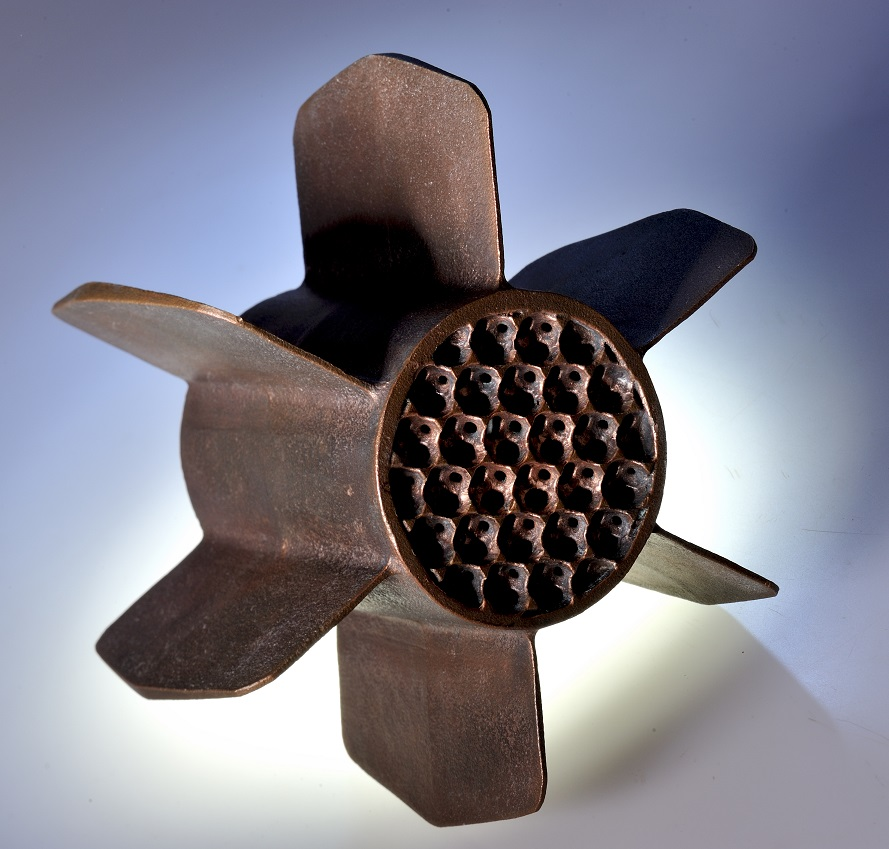
Dissipateur thermique en cuivre, CTIF.
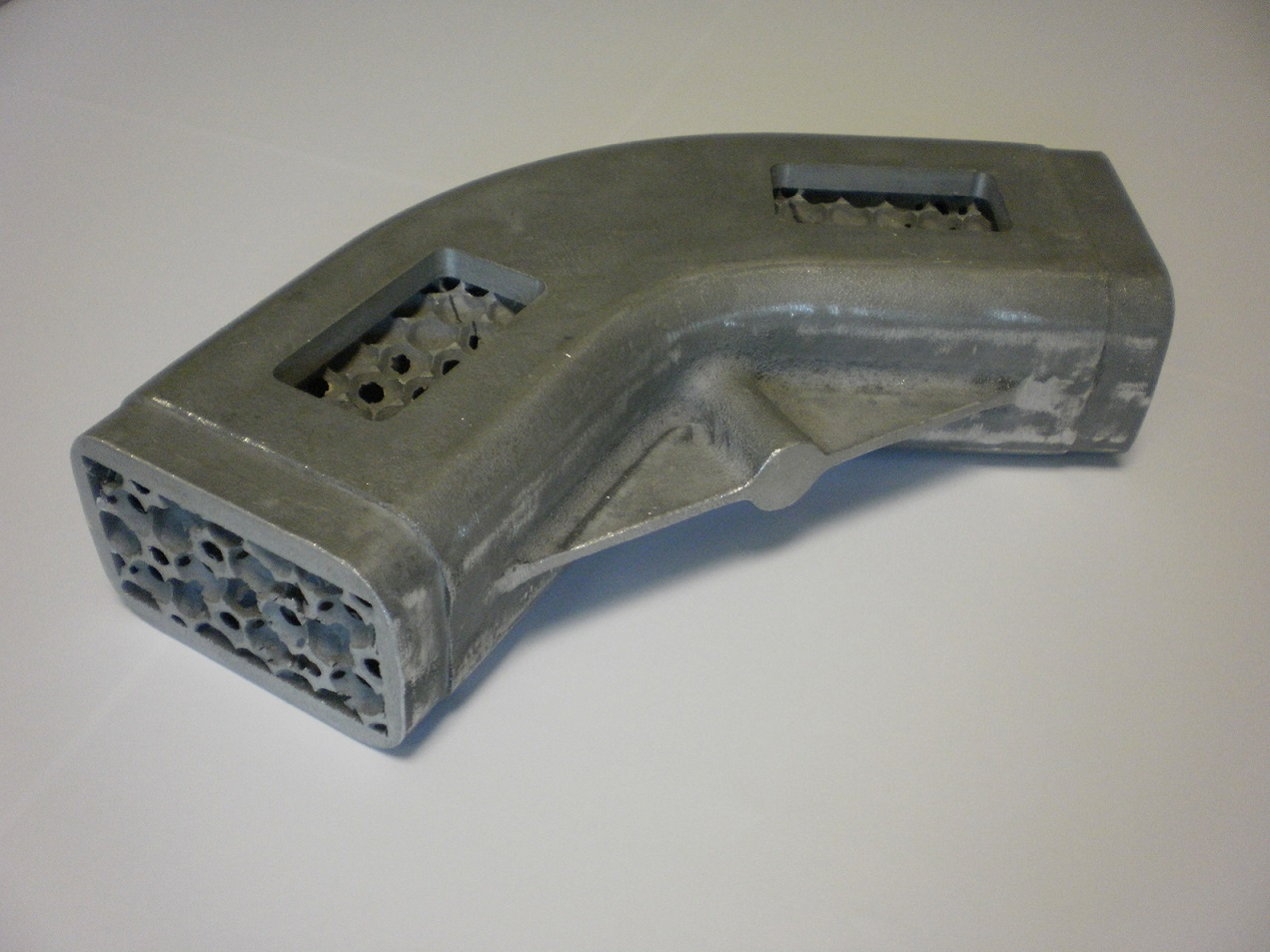
Crash box utilisant des mousses métalliques régulières d'aluminium, CTIF.
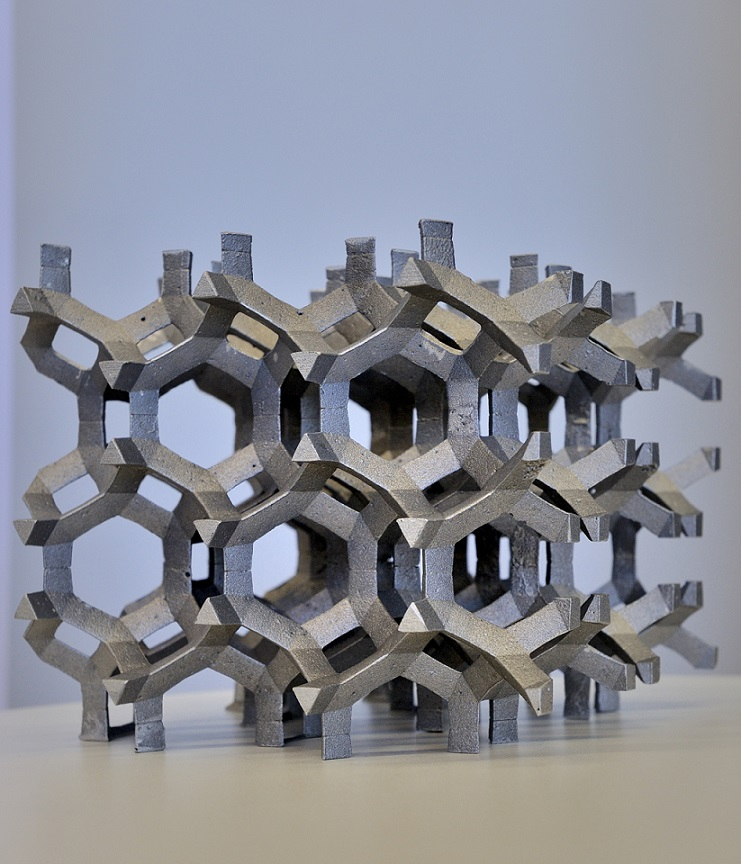
Mousse d'aluminium avec de grands pores, CTIF.
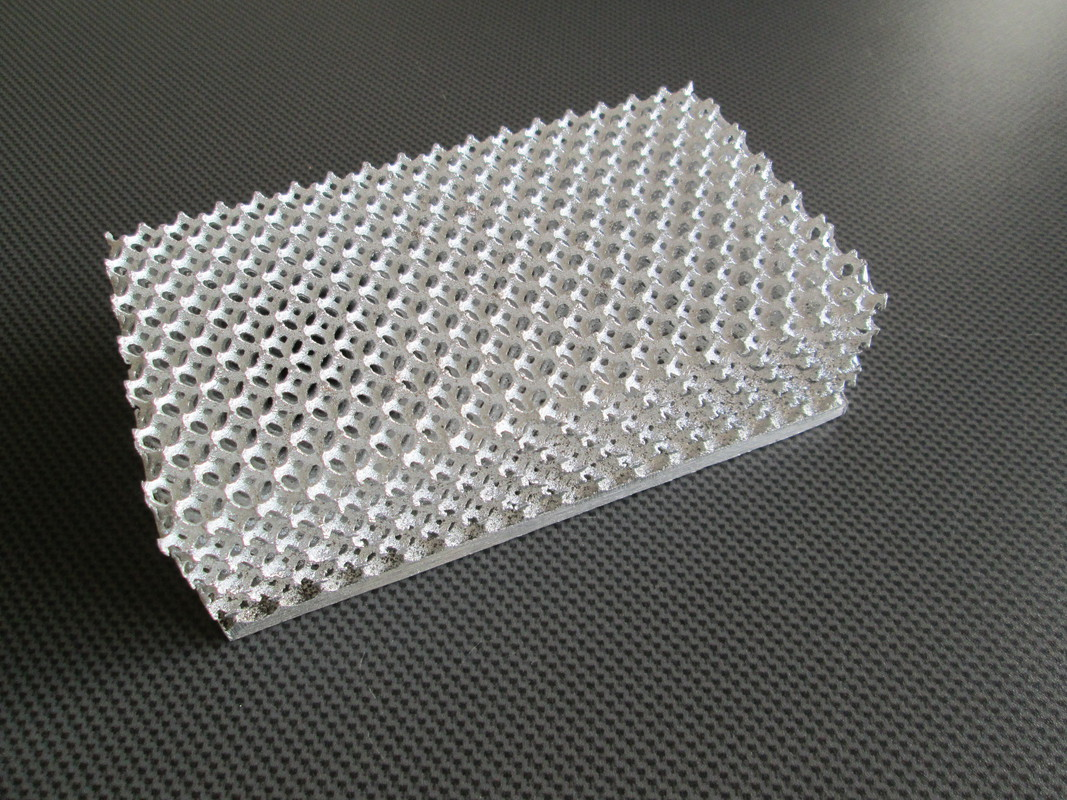
Pièce monobloc incluant mousse régulière et socle massif, CTIF.
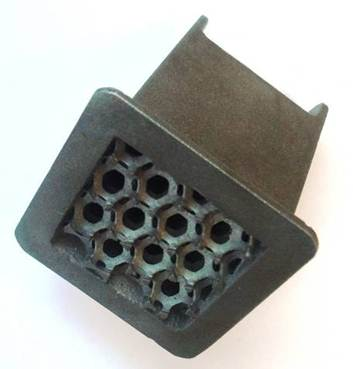
Collecteur en mousse d'acier, CTIF.

## Applications

### Application pour le design
Les mousses peuvent être utilisées dans le design ou l'architecture.

#### Galerie de pièces design

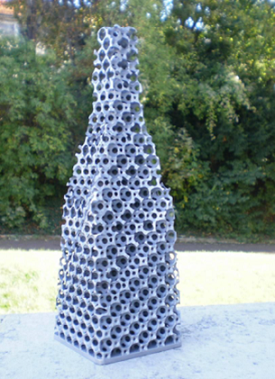
Mousse d'aluminium usiné, CTIF.
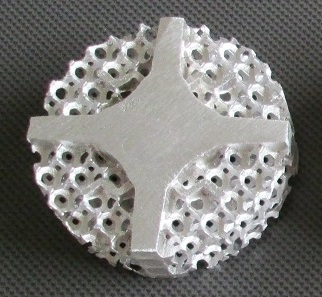
Dissipateur en mousse régulière.
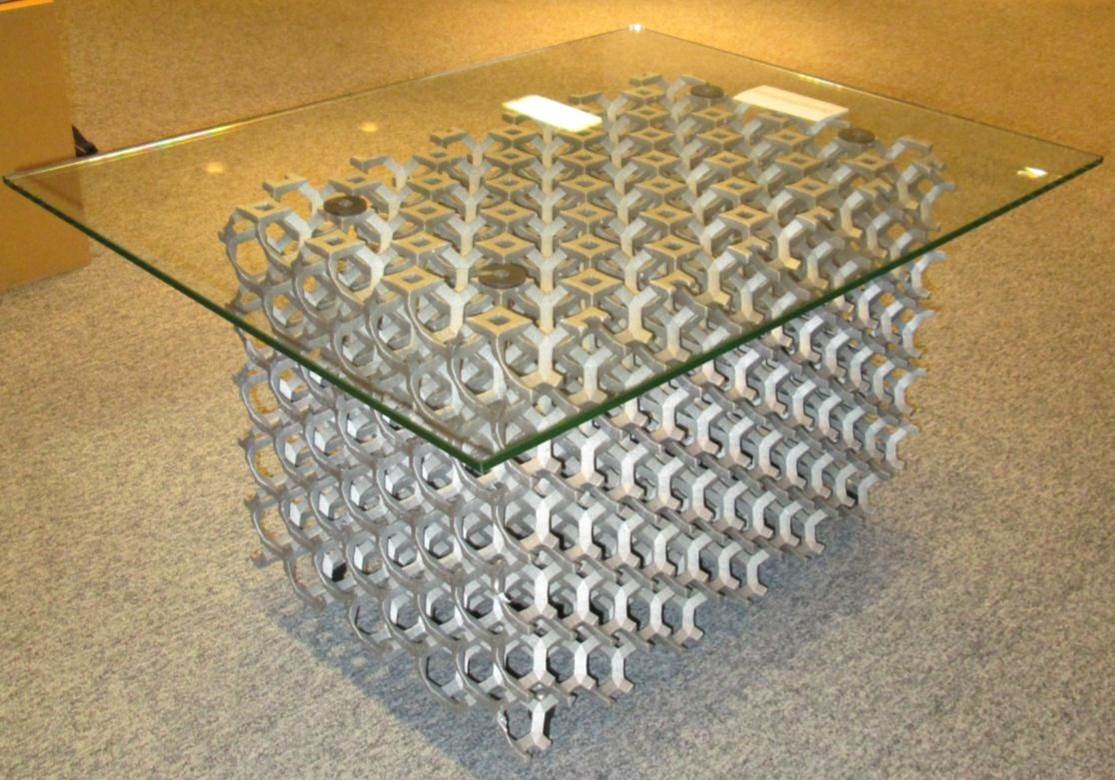
Table basse avec de grands pores (à l'accueil du CTIF à Sèvres).

### Utilisation orthopédique
Les mousses métalliques ont également commencé à être utilisées comme une prothèse expérimentale chez les animaux. Dans cette application, un trou est percé dans l'os et de la mousse métallique insérée en laissant la croissance osseuse dans le métal pour une connexion permanente. Pour des usages orthopédiques, des mousses issues de métaux tels que le tantale ou le titane sont souvent utilisées, car ces métaux présentent une résistance élevée à la traction, une résistance à la corrosion avec une excellente biocompatibilité.

#### Études cliniques
Un exemple notable de l'utilisation clinique de mousses métalliques est un Husky sibérien nommé « Triumph » dont les deux pattes arrière ont reçu de la  mousse métallique comme prothèses. Les études sur les mammifères ont montré que les métaux poreux, tels que la mousse de titane, peuvent permettre la formation du système vasculaire au sein de la zone poreuse.

#### Utilisation orthopédique pour l'humain
Plus récemment, les fabricants d'appareils orthopédiques ont commencé la production de périphériques qui utilisent soit la construction de la mousse, soit des revêtements en mousse métallique pour atteindre les niveaux souhaités d'ostéointégration,,.

### Application automobile
Les mousses métalliques sont actuellement étudiés comme un nouveau matériau pour les automobiles. L'objectif principal de l'utilisation de mousses métalliques dans les véhicules est d'augmenter son mouillage, réduire le poids de l'automobile, et augmenter l'absorption d'énergie en cas d'accidents ou dans des applications militaires, pour lutter contre la force d'engins explosifs improvisés. À titre d'exemple, des tubes remplis de mousse peuvent être utilisés comme des barres anti-intrusion.
Les mousses métalliques qui sont actuellement à l'étude sont de l'aluminium et de ses alliages en raison de leur faible masse volumique (0,4-0,9 g/cm3). En outre, ces mousses ont une grande rigidité, sont résistantes au feu, ne dégagent pas de vapeurs toxiques, sont entièrement recyclables, peuvent absorber des quantités d'énergie élevées, ont une faible conductivité thermique, une faible perméabilité magnétique, et sont efficaces à une bonne insonorisation, surtout en comparaison avec des parties creuses de faible poids.
En comparaison avec les mousses polymères (pour utilisation dans les automobiles), les mousses métalliques sont plus rigides, plus résistantes, et absorbent plus d'énergie. Elles sont plus résistantes au feu, et ont une meilleure résistance à la lumière UV, l'humidité et la température. Cependant, elles sont plus lourdes, plus chères, et non isolantes.
Cette technologie de mousse métallique a également été appliquée dans le traitement des gaz d'échappement d'automobile. Par rapport au catalyseur traditionnel qui utilise une céramique de cordiérite en tant que substrat, le substrat en mousse métallique peut offrir un meilleur transfert de la chaleur et présente d'excellentes propriétés de transport de masse (hautes possibilités de turbulence) offrant pour[pas clair] utiliser moins de catalyseur de platine.

### Application mécanique / Essai de choc

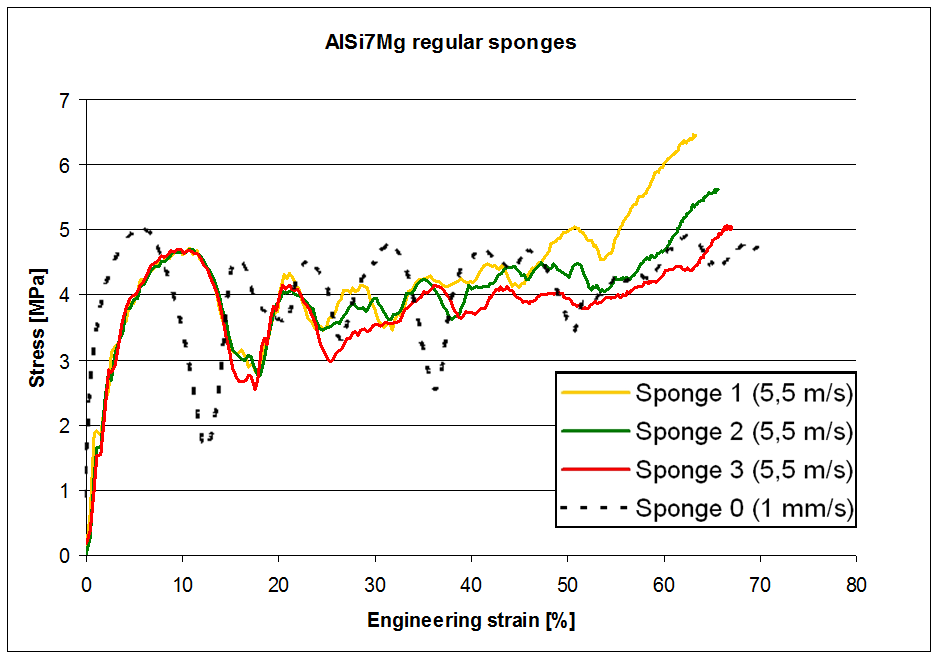
Courbe crash mousse régulière d'aluminium.

Comme le nid d'abeille, les mousses métalliques sont utilisées pour rigidifier une structure sans augmenter la masse de la structure.
Pour ce type d'application, on utilise des mousses métalliques en général à pore fermé et en aluminium. Les panneaux de mousse sont collés à des plaques aluminium pour obtenir un composite à structure sandwich résistant localement (selon l'épaisseur de la tôle) et rigide sur la longueur en fonction de l'épaisseur de mousse.
Les mousses métalliques sont utilisées dans d'autres domaines plus ciblés comme l'absorption d'énergie.
Exemples de domaine :
- automobile et ferroviaire (essai de choc) ;
- sécurisation de l'humain dans le militaire.

L'avantage des mousses métalliques, qu'elles soient régulières ou stochastiques, est que la réaction est constante quel que soit le sens de l'effort. En effet, les mousses sont homogènes. Elles présentent un plateau de contrainte constant suivant la déformation. Cette déformation peut aller jusqu'à 80 % d'allongement.

### Application thermique

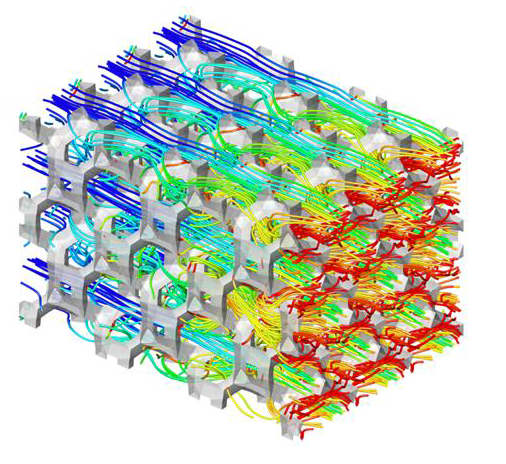
Flux thermique dans mousse métallique.

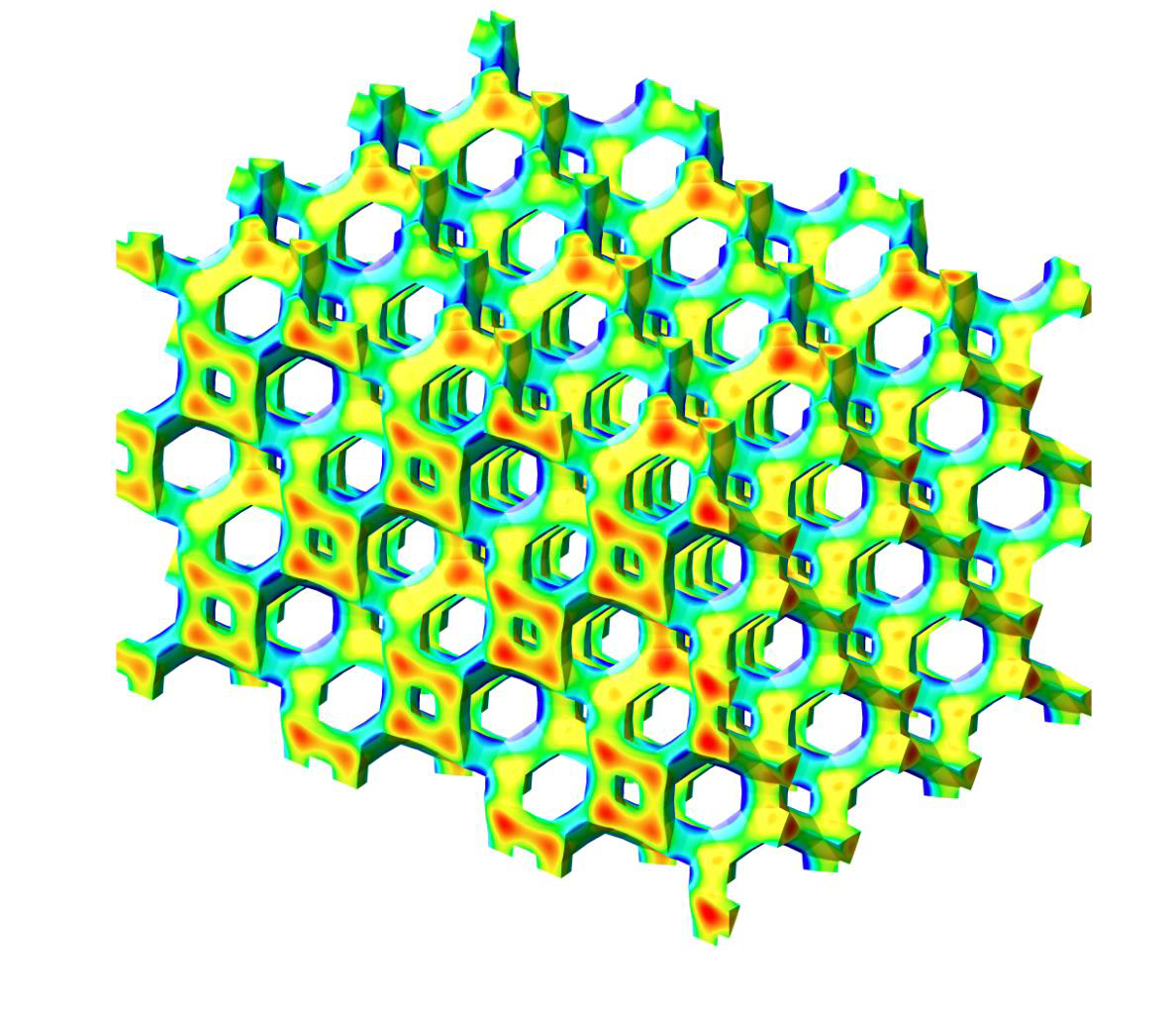
Conduction thermique mousse régulière.

Tian, Kim et al. (2004) présentent plusieurs critères pour évaluer l’intérêt d’employer une mousse dans un échangeur de chaleur. La comparaison des performances thermohydrauliques des mousses métalliques avec des matériaux classiquement utilisés dans l’intensification des échanges (ailettes, surfaces conjuguées, lit de billes) nous montre tout d’abord que les pertes de charges engendrées par les mousses sont beaucoup plus importantes qu’avec des ailettes classiques, mais sont cependant nettement en dessous de celles des lits de billes. Les coefficients d’échange sont proches de ceux des lits de billes et sont nettement au-dessus des ailettes. Enfin, les auteurs proposent un facteur de mérite comparant les performances thermiques aux pertes de charges. Les mousses ont le meilleur rapport puissances thermiques/hydrauliques. Les mousses métalliques proposent donc une voie d’optimisation intéressante pour les échangeurs compacts. Elles permettent, à même perte de charge, d’obtenir des performances thermiques bien meilleures que des ailettes classiques (Miscevic 1997 ; Catillon, Louis et al. 2005 ; Madani, Topin et al. 2005 ; Bonnet, Topin et al. 2006 ; Topin 2006 ; Brun, Vicente et al. 2009),.
Cependant, les mousses proposent d’autres spécificités intéressantes, tant sur le plan thermophysique que mécanique :
- une masse très faible (il n’y a qu’entre 5 % et 15 % de volume de solide) ;
- des surfaces d’échanges plus ou moins importantes (de 250 à 10 000 m2/m3) ;
- des perméabilités relativement hautes ;
- des conductivités thermiques effectives assez élevées (de 5 à 30 W m−1 K−1) ;
- une résistance aux chocs thermiques, aux hautes températures, à l’humidité, à l’usure et aux cycles thermiques ;
- une bonne résistance aux hautes pressions ;
- une bonne absorption des chocs ;
- une taille de pore et une porosité contrôlées par les manufacturiers ;
- elles sont désormais assez facilement usinables ;
- elles sont d’excellents absorbeurs sonores ;
- elles sont d’excellents mélangeurs.

Les mousses présentent donc un potentiel important pour leur utilisation dans les échangeurs de chaleur compacts notamment grâce à leur large spectre d’applications. Des échangeurs multifonctionnels peuvent être envisagés, tels les échangeurs-réacteurs et les échangeurs absorbeurs de choc. En résumé, les mousses n’excellent dans aucun domaine, mais sont performantes dans tous les domaines.
L’industrialisation des échangeurs à mousses est restée jusqu’à aujourd’hui limitée car seuls des marchés de niche sont équipés de tels appareils (prototype Le Mans, F1, Nasa, etc.) du fait du coût élevé des mousses de réplications.
Il existe également une certaine frilosité de la part des industriels puisque les mousses métalliques sont aujourd'hui un matériau de rupture avec des performances très intéressantes mais avec des validations plus importantes à réaliser (tenue à l’encrassement, à la corrosion ou à l’érosion des mousses, et donc au maintien des performances dans le temps). D’un point de vue manufacturier, le passage à la technologie mousse n’est pas aisée car cela impose de nouveaux moyens de production et systèmes d'assemblage et une réflexion importante sur l'architecture de l'échangeur. Un échangeur à mousse sera plus performant si on adapte l'architecture de l'échangeur plutôt que d'installer de la mousse dans une architecture connue.
Comme toutes nouvelles technologies, le coût de production en grande série n'est pas aujourd'hui connu, il n’existe en effet que des prototypes. Néanmoins, les mousses métalliques par voie de fonderie présentent plusieurs avantages sur le plan industriels puisque le procédé de fabrication s'appui sur une industrie déjà mature.
Notons également que la nécessité de faire un saut technologique pour améliorer les performances des échangeurs est récente. Les batteries à ailettes existent depuis plus d’un siècle et ont été optimisées, au point d’atteindre de très hautes performances, une grande compacité, une bonne fiabilité et des coûts de fabrication plutôt modestes suivant les lieux de production.

#### Stockage d'énergie: stockage de chaleur
Aujourd'hui, les énergies dite nouvelles ou vertes comme l'énergie solaire souffrent du côté intermittent de la production d'électricité. Les industriels du secteur comme Areva ou Gemasolar se penchent sérieusement sur des solutions de stockage de l'énergie sous forme de chaleur. Pour stocker le maximum d'énergie, des sels fondus à forte chaleur latente sont utilisés, une matrice métallique permet d’homogénéiser la température. Les mousses métalliques répondent à certains de ces critères.

#### Convection forcée
Chaque type de mousse peut avoir un intérêt en fonction des besoins, des fortes densités de surface permettent des échanges thermiques importants en convection forcée.

#### Convection passive ou naturelle
Les mousses qui ont des plus gros pores permettent des applications en convection naturelle. En effet, les gros pores permettent la formation de rouleaux de convection. La Structure 3D permet d'intensifier l'échange. Les performances des mousses sont en général équivalentes quelle que soit l'inclinaison du dissipateur. (Contrairement aux systèmes à ailettes). La première utilisation de mousse en convection naturelle a été la réalisation d'un dissipateur pour LED.

## Galerie

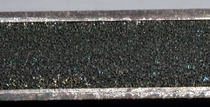
Mousse d'acier à petits pores ouverts.
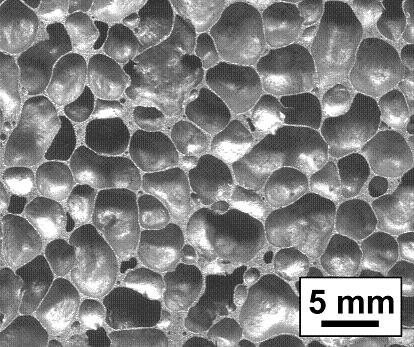
Mousse d'aluminium à gros pores ouverts produit par fonderie.
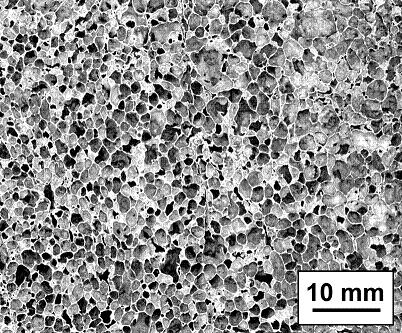
Mousse d'aluminium à petits pores.
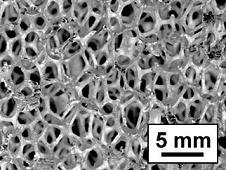
Mousse d'aluminium à pores ouverts.
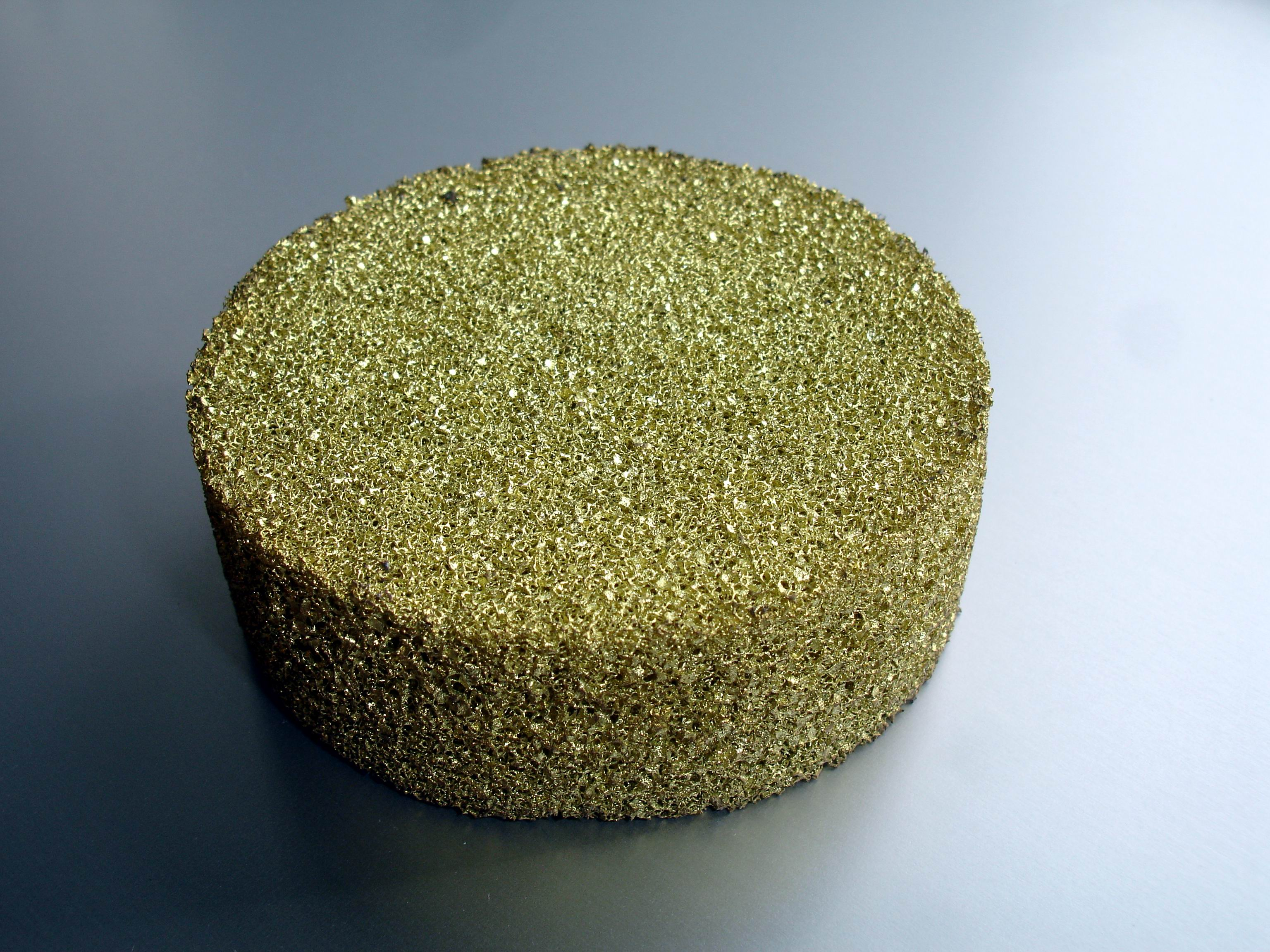
Mousse métallique à pores ouverts.
Mousse métallique dans un tube.
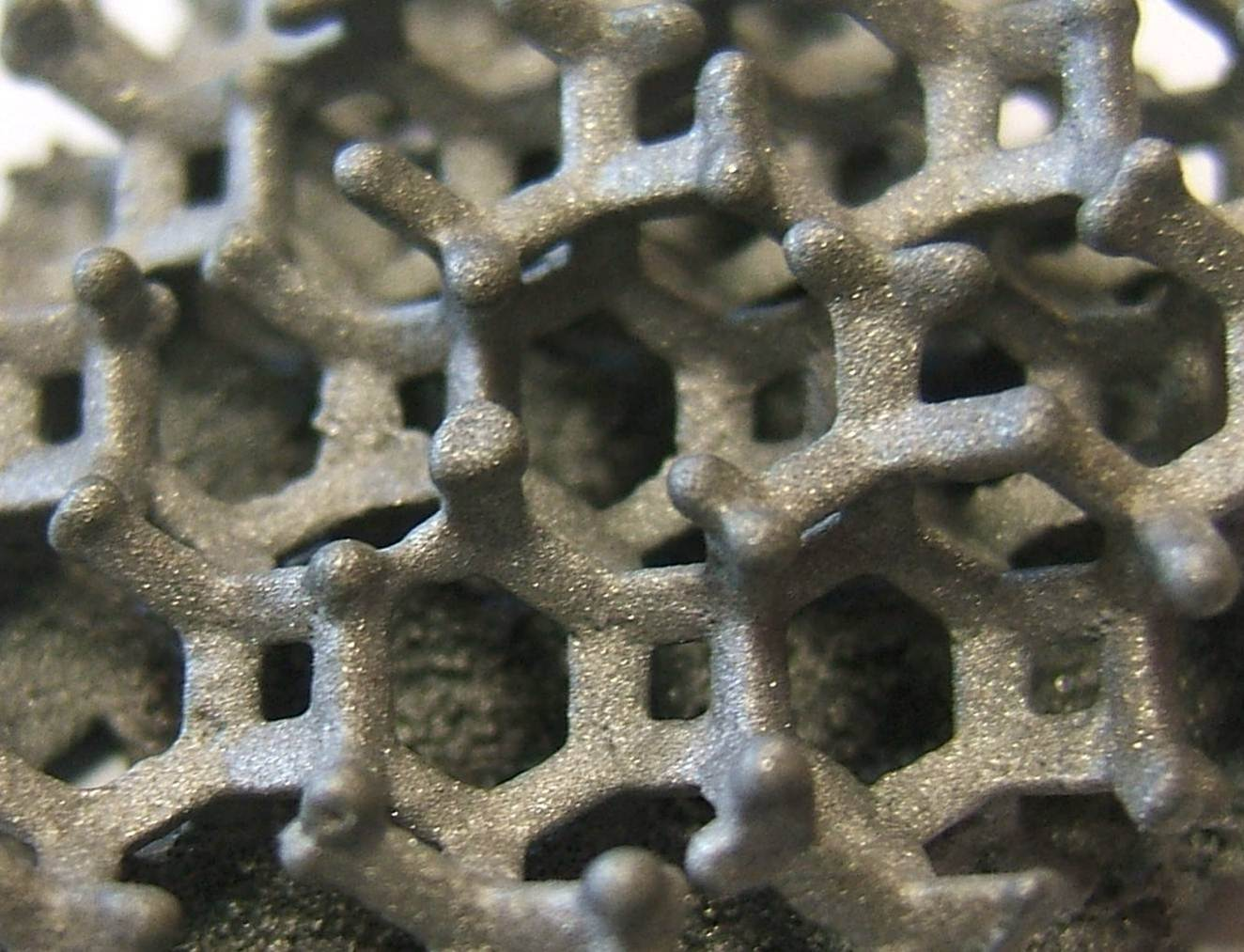
Mousse régulière à pores ouverts en acier.